# كاستيل مادما
كاستيل مادما هي بلدة تقع في العاصمة روما في إيطاليا .

## السكان
في سنة 1871 بلغ عدد السكان 2٬690 نسمة، وتطور العدد ليصل في سنة 2011 لـ 7٬328 نسمة.
يظهر هذا المخطط البياني تطور النمو السكاني لـ كاستيل مادما